# (20073) Yumiko
(20073) Yumiko (1994 AN2) – planetoida z grupy pasa głównego asteroid okrążająca Słońce w ciągu 3,49 lat w średniej odległości 2,3 j.a. Odkryta 9 stycznia 1994 roku.